# Aldo Gandini
Aldo Gandini (ur. 15 listopada 1928 w Parmie, zm. 27 kwietnia 2007 tamże) – włoski kolarz torowy i szosowy, dwukrotny medalista torowych mistrzostw świata.

## Kariera
Pierwszy sukces w karierze Aldo Gandini osiągnął w 1949 roku, kiedy zdobył brązowy medal w indywidualnym wyścigu na dochodzenie amatorów podczas torowych mistrzostw świata w Kopenhadze. W zawodach tych wyprzedzili go jedynie Duńczyk Knud Andersen oraz Brytyjczyk Cyril Cartwright. Na rozgrywanych rok później mistrzostwach świata w Liège Gandini był drugi w tej samej konkurencji, ulegając jedynie Australijczykowi Sidneyowi Pattersonowi. Startował również w wyścigach szosowych, ale bez większych sukcesów. Nigdy nie wystąpił na igrzyskach olimpijskich.